# Шанкар Баласубраманіан
Сер Шанкар Баласубраманіан (30 вересня 1966 , Ченнай ) — британський хімік індійського походження

і професор Герчел Сміт 

медичної хімії на факультеті хімії Кембридзького університету

Старший керівник групи Кембридзького інституту дослідження раку Великої Британії 
та фелло Триніті-коледжу, Кембридж. 
 
Фахівець з нуклеїнових кислот. 

Науковий засновник Solexa
 
і Cambridge Epigenetix. 

## Нагороди та визнання
- 1998: премія GlaxoSmithKline;
- 2002: премія Кордей-Моргана[en];
- 2002: премія Королівського хімічного товариства[12];
- 2009: премія Малларда[en], Королівське товариство[13];
- 2010: інноватор року BBSRC[en] [14]
- 2010: комерційний новатор року BBSRC;
- 2011: член Академії медичних наук[en] (FMedSci)[15];
- 2012: член Лондонського Королівського Товариства (FRS)[16];
- 2012: член Європейської організації молекулярної біології (EMBO)[17];
- 2013: премія «Тетраедр»[en][18];
- 2014: медаль і премія Гітлі Біохімічного товариства[en][19];
- 2015: медаль Товариства хімічних досліджень Індії[en][20];
- 2017: лицар-бакалавр[21];
- 2018: королівська медаль[22];
- 2020: технологічна премія тисячоліття[23];
- 2022: премія за прорив у науках про життя[24]